# Cocytius
Cocytius là một chi bướm đêm thuộc họ Sphingidae.

## Các loài
- Cocytius antaeus - (Drury 1773)
- Cocytius beelzebuth
- Cocytius duponchel
- Cocytius lucifer
- Cocytius mephisto
- Cocytius mortuorum
- Cocytius vitrinus

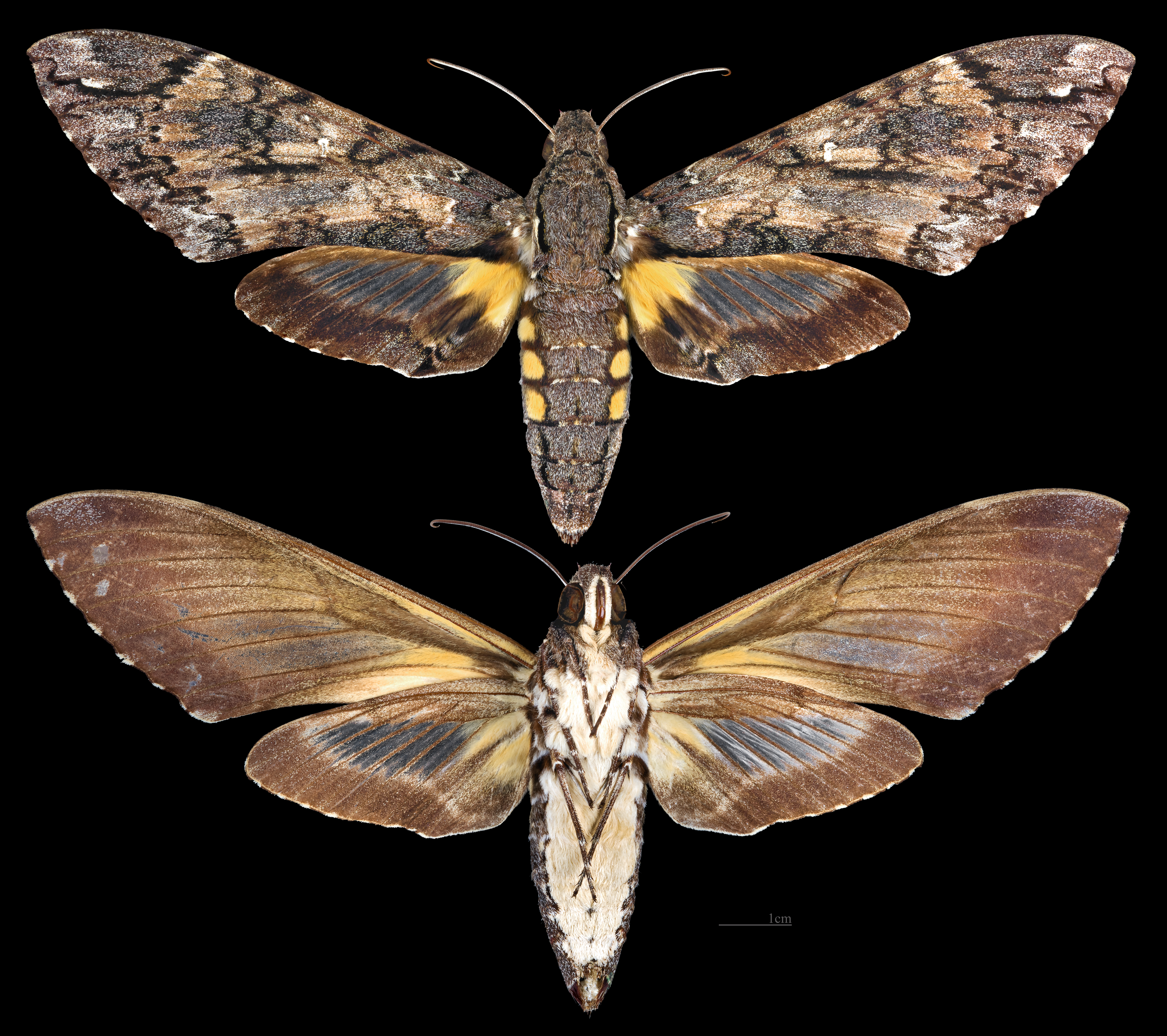
Cocytius antaeus
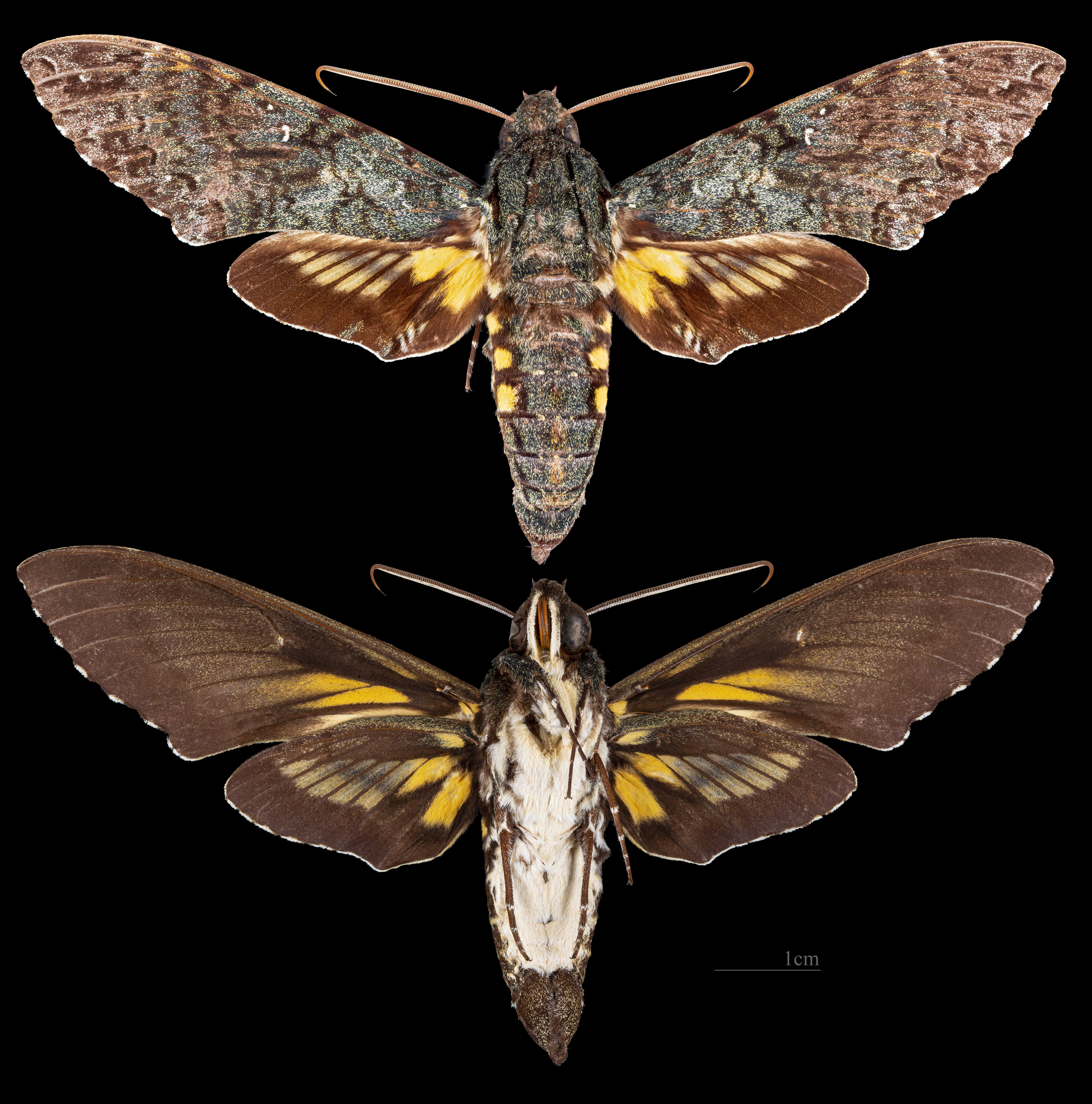
Cocytius duponchel